# Nevrorthus iridipennis
Nevrorthus iridipennis là một loài côn trùng trong họ Nevrorthidae thuộc bộ Neuroptera. Loài này được A. Costa miêu tả năm 1863.